# فیزیک‌شیمی
فیزیک‌شیمی زیرشاخه‌ای از شیمی و فیزیک است که بر روی پدیده‌های شیمیایی-فیزیکی با استفاده از تکنیک‌هایی از فیزیک اتمی و مولکولی و فیزیک مادهٔ چگال پژوهش می‌کند. این دانش، شاخه‌ای از فیزیک است که فرایندهای شیمیایی را از نقطه نظر فیزیکی بررسی می‌کند. در نقطهٔ تلاقی شیمی و فیزیک، فیزیک‌شیمی با شیمی‌فیزیک متفاوت است چون در این بر روی مشخصات عنصرها و نظریه‌های فیزیکی بحث می‌شود اما در شیمی‌فیزیک بر روی طبیعت فیزیکی شیمی بحث می‌شود. البته تفاوت دو رشته بسیار ناچیز است و افرادی که بر روی یکی کار می‌کنند معمولاً بر روی دیگری نیز فعالیت دارند.